# Carpococcyx radiceus
Il cuculo terragnolo del Borneo o cuculo di terra orientale (Carpococcyx radiceus Temminck, 1832) è un uccello della famiglia Cuculidae.

## Distribuzione e habitat
Questo uccello è endemico dell'isola del Borneo, dove frequenta il suolo delle foreste.

## Tassonomia
Carpococcyx radiceus non ha sottospecie, è monotipico.